# Chiesa di Santa Croce (Storo)
La chiesa di Santa Croce è un'ex chiesa a Lodrone, frazione di Storo, risalente al XVI secolo, ora in uso come sala polifunzionale. Prima della sconsacrazione era sussidiaria della parrocchiale dell'Annunciazione di Maria di Lodrone, nella zona pastorale delle Giudicarie dell'arcidiocesi di Trento.

## Storia

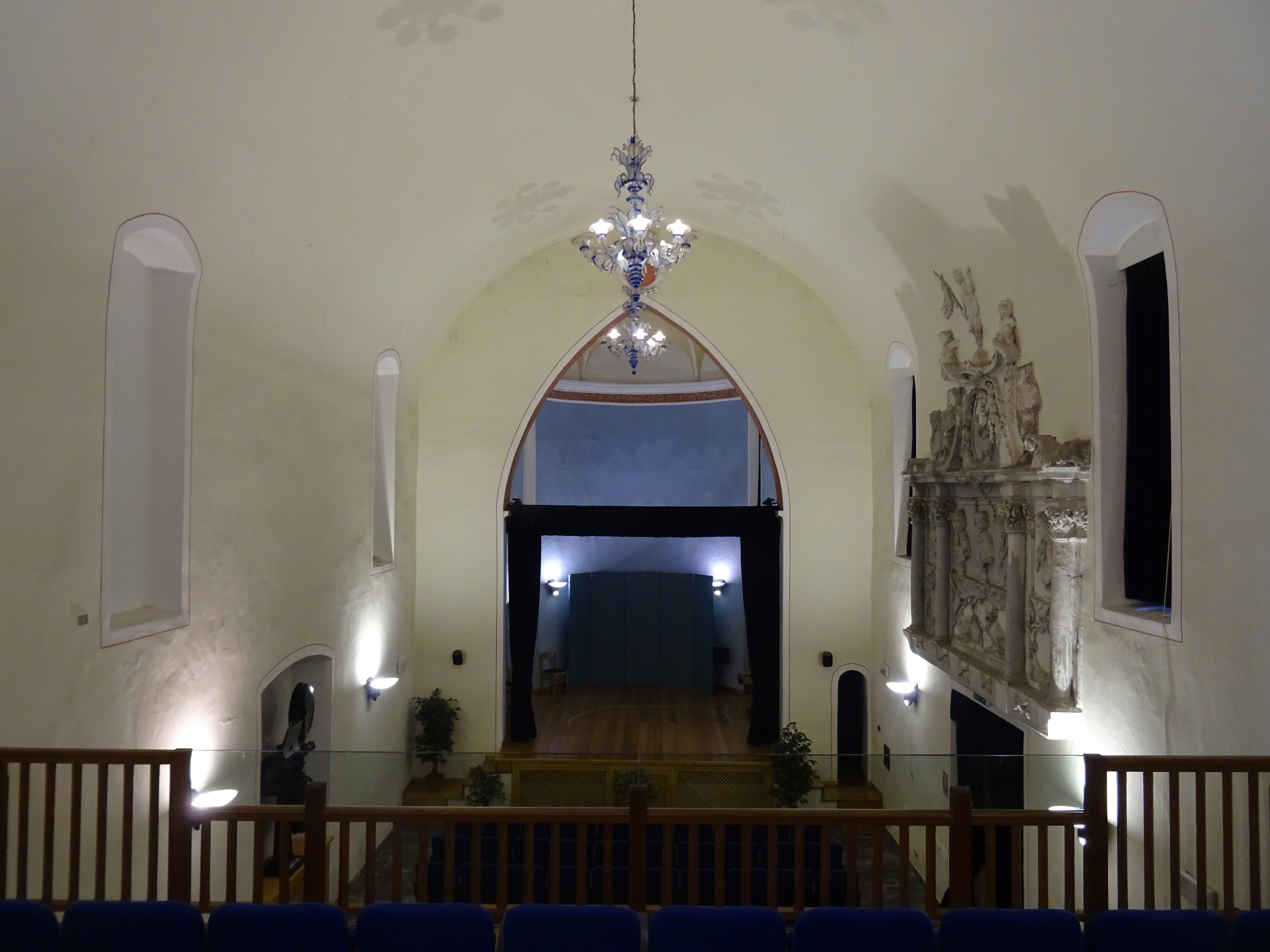
Interno

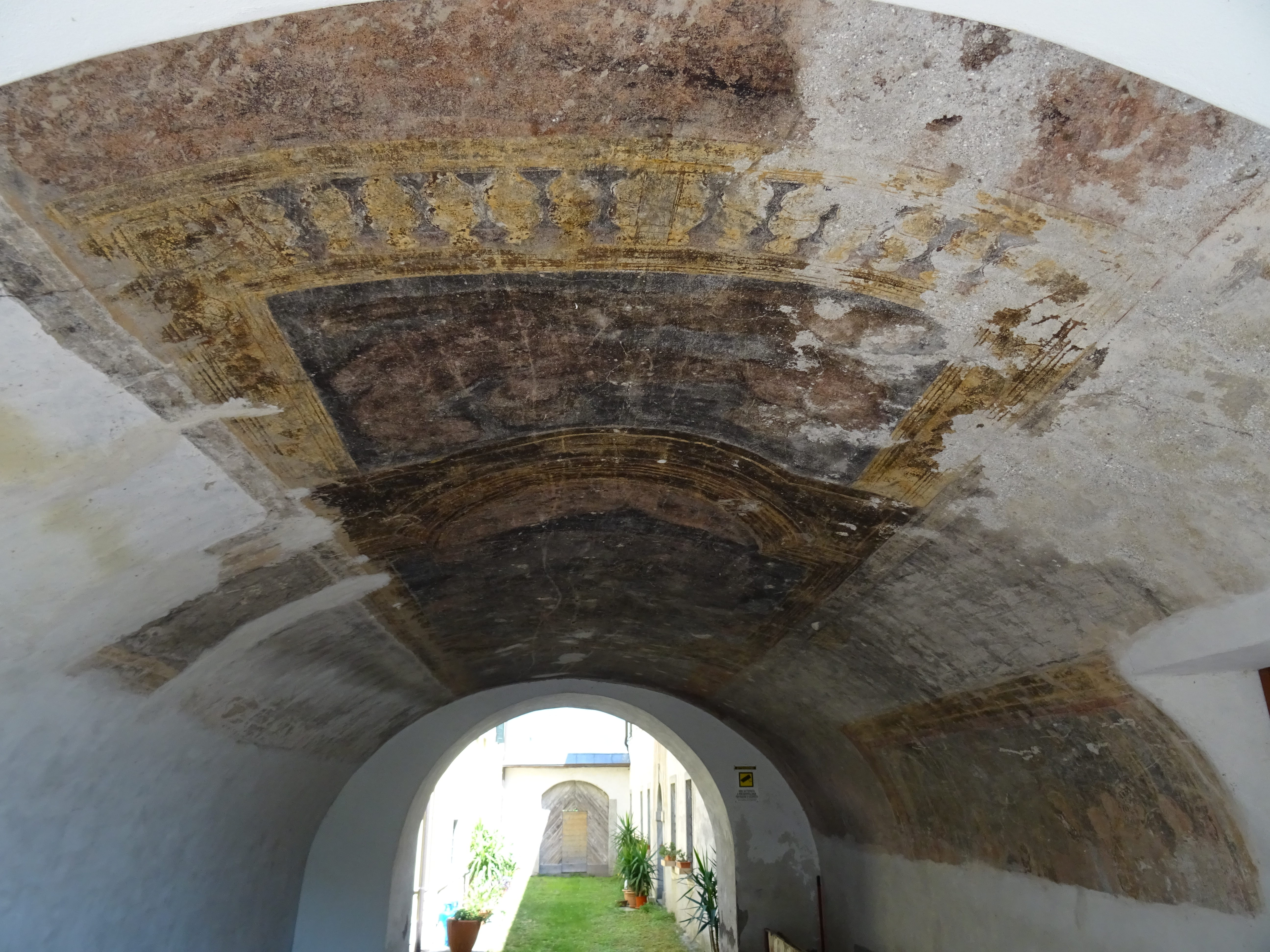
Portico affrescato

La piccola chiesa dedicata alla Santa Croce fu probabilmente fatta erigere da Sebastiano Paride Lodron attorno al 1579. Alcuni anni prima il padre Sigismondo, vicino al palazzo della famiglia accanto al fiume Caffaro, aveva a sua volta fatto costruire un seminario (poi definito Conventino) e la chiesa quindi andò ad aggiungersi a questo complesso.
Nel 1950 la chiesa venne donata dai conti Lodron alla parrocchia dell'Annunciazione di Maria; sconsacrata, venne adibita a cinema e teatro, e dopo un restauro del 1999, a sala polifunzionale; alcune delle opere in essa conservate sono state spostate nel vicino santuario del Nome di Maria.

## Descrizione

### Esterni
Al momento della sua costruzione era parte integrante della dimora dei Lodron. L'edificio non ha una facciata, essendo accostato al palazzo del quale a lungo è stato la cappella di famiglia. Un accesso recente e autonomo è stato ricavato sulla parete laterale destra. La torre campanaria è in pietra e la sua cella si apre con quattro finestre a monofora.

### Interni
In epoca recente l'unica navata è stata trasformata in sala pubblica per la comunità di Lodrone.
La tribuna è ancora presente, ed è posta in alto sulla parte posteriore della ex chiesa. Veniva utilizzata dai membri della famiglia per assistere alle celebrazioni religiose arrivando dal piano nobile del palazzo di famiglia.